# IC3
IC3 — датский комфортабельный дизель-поезд для сообщений на средние и дальние расстояния по Европе. Эта модель начала эксплуатироваться с 1989 года. «IC3» — это сокращение от слов «three-carriage InterCity trainset», то есть «трехвагонный междугородный железнодорожный состав».

## Обзор
IC3 — это широкий сочлененный поезд (с двухосными тележками, общими для соседних вагонов), изготовленный из алюминия. На каждом из обоих концов переднего и заднего вагонов есть по дизельному двигателю мощностью 400 л.с., у центрального вагона нет двигателей, что дает общую мощность в 1600 л.с.
Высокоэффективная трансмиссия с многочисленными передачами и большая мощность для веса в 97 тонн дает IC3 великолепную способность разгоняться. Короткие расстояния между станциями междугородных маршрутов в Дании делают разгон более важной характеристикой поезда, чем скорость, поэтому IC3 разработаны так, чтобы быстро достигать скоростей вплоть до 180 км/ч (112 миль в час).
При соединении двух или более блоков в один поезд, ветровое стекло и место машиниста складываются так, чтобы получился широкий проход, и характерная резиновая диафрагма на концах блоков создает хорошую аэродинамическую защиту прохода. IC3 может быть сцеплен в пару с своей электрической версией IR4 ("InterRegional 4"). Всего может быть соединено до 5 блоков. В случае челночного движения IC3 может быть сцеплен и с IC2 ("InterCity 2") и ET-FT-ET.
Датские государственные железные дороги эксплуатируют 96 поездов IC3 и 44 поезда IR4. Поезда IC3 проходят процедуру восстановления, включая обновления двигателей и трансмиссии, и обслуживают местные сообщения, в то время как междугородные сообщения обслуживаются наследником IC4.
Другой крупный оператор поездов IC3 — это Израильские железные дороги, эксплуатирующий около 50 IC3. Некоторые из них собраны в Израиле, а некоторые из них изначально предназначались для Швеции
Общее количество построенных IC3 поездов (или блоков?) — 202.
IC3 также используются на некоторых железных дорогах США и Канады.